# Vlieland (Schiff)
Die Vlieland ist eine Doppelrumpf-RoPax-Fähre, die die westfriesische Insel Vlieland mit Harlingen verbindet.

## Das Schiff
Die Vlieland wurde 2004 auf den Philippinen für die Rederij Doeksen gebaut. Seit 2005 verkehrt die Fähre mehrmals täglich zwischen Harlingen und Vlieland. Schiffsrumpf und Autodeck sind aus Stahl, der restliche Aufbau aus Aluminium.